# Friedenfelde

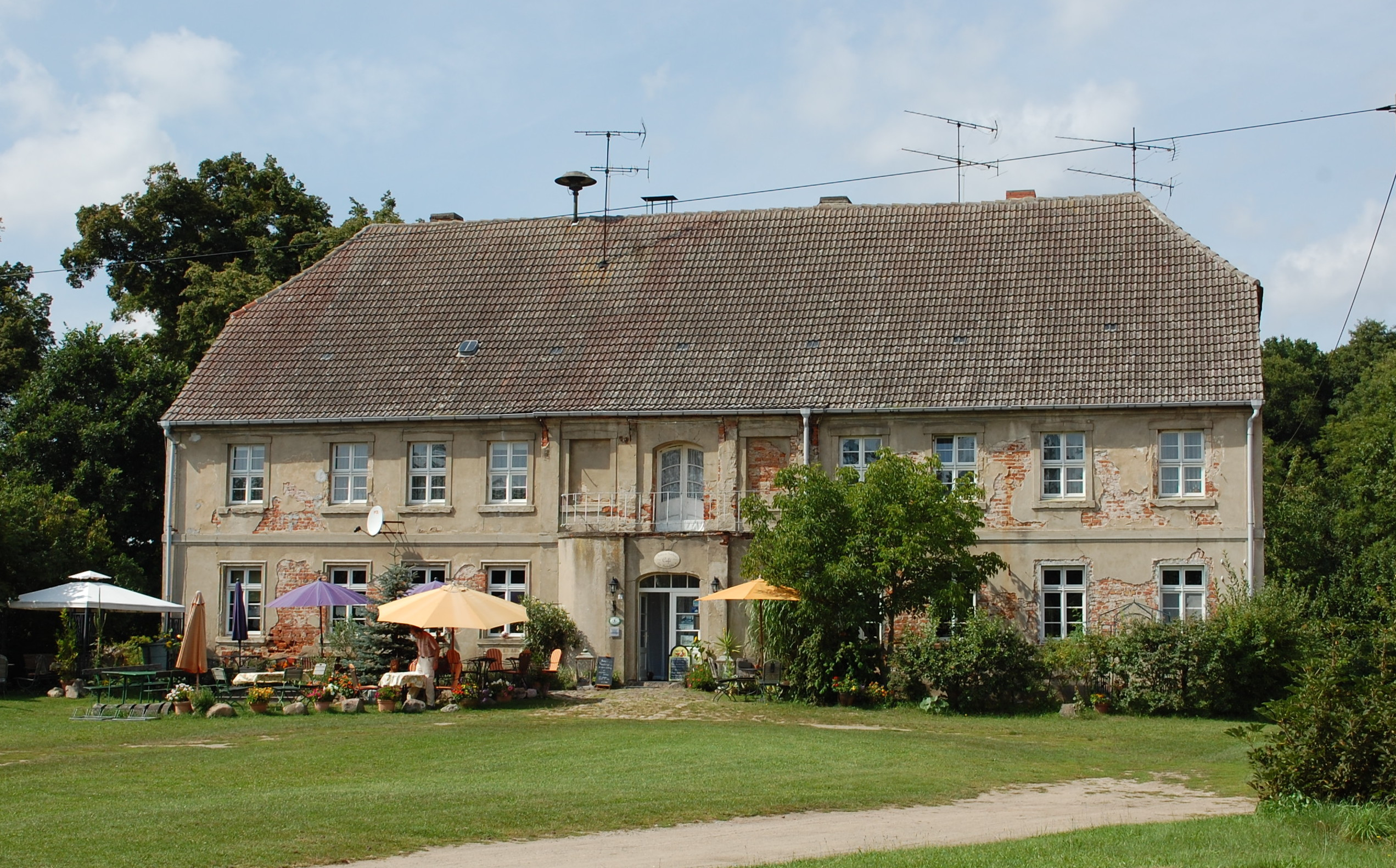
Gutshaus Friedenfelde

Friedenfelde ist ein Gemeindeteil von Gerswalde im Landkreis Uckermark (Land Brandenburg). Der Ort wurde um/vor 1743 von Graf Ernst Philipp von Münchow angelegt. 1928 wurden die Gutsbezirke Friedenfelde und Neudorf zur Gemeinde Friedenfelde vereinigt. Zum Ende des Jahres 2001 wurde Friedenfelde in die Gemeinde Gerswalde eingegliedert.

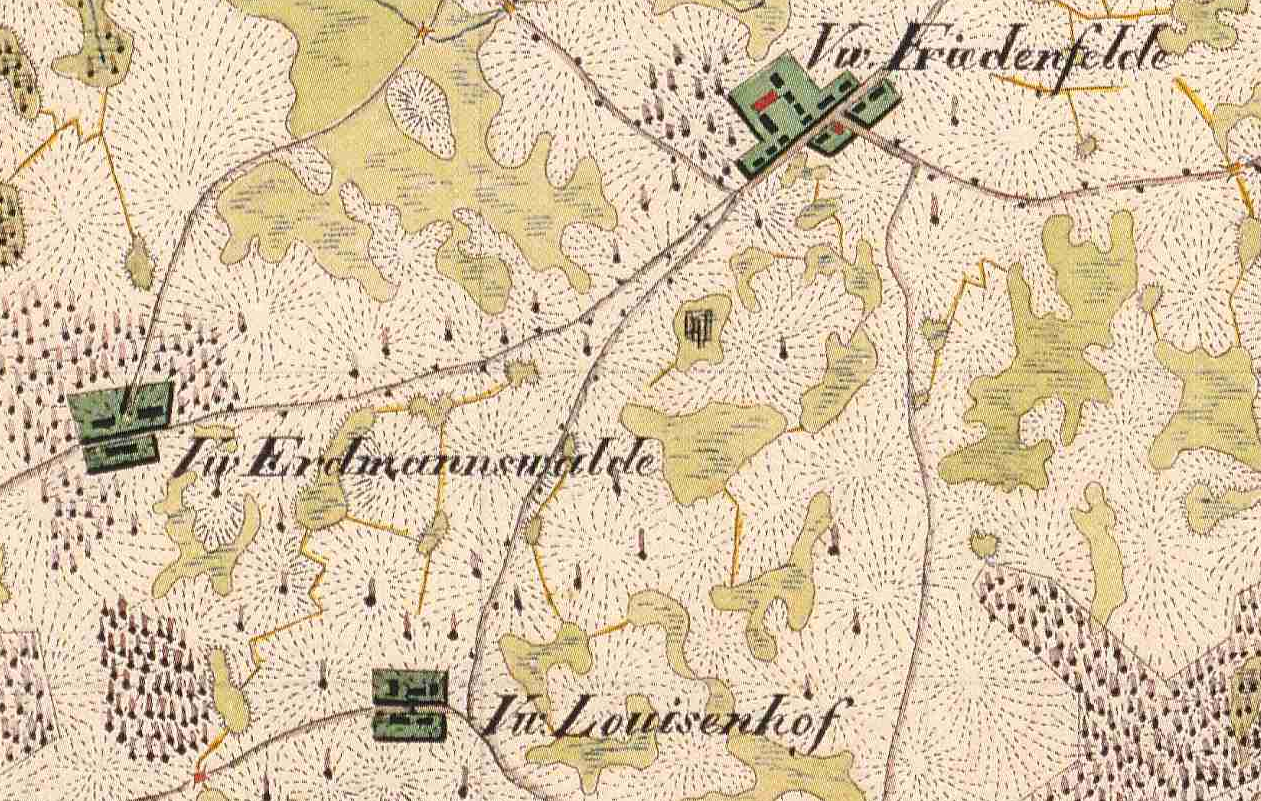
Friedenfelde und Erdmannswalde (abgeg.), Gemeinde Gerswalde, Luisenhof (Louisenhof), Gem. Milmersdorf auf dem Urmesstischblatt 2848 Gerswalde von 1826

## Lage
Friedenfelde liegt knapp vier Kilometer Luftlinie südwestlich vom Kernort Gerswalde und etwa 6,5 km nordöstlich von Milmersdorf am nördlichen Rand des Biosphärenreservats Schorfheide-Chorin. Friedenfelde hat noch eine eigene Gemarkung, die im Norden an die Gemarkung Gerswalde grenzt, im Osten an die Gemarkung Groß Fredenwalde, im Süden an die Gemarkung Groß Kölpin, im Südwesten an die Gemarkung Götschendorf, im Westen an die Gemarkung Milmersdorf und im Nordwesten an die Gemarkung Krohnhorst. Auf der Gemarkung liegen der Gemeindeteil Neudorf und die Wohnplätze Achimswalde und Stiern bzw. lag auch der abgegangene Wohnplatz Erdmannswalde. Der Ort ist über die K7349 zu erreichen, die zwischen Böckenberg und Berkenlatten von der L 242 nach Westen abzweigt. Die K7349 führt weiter nach Neudorf. Nur wenige hundert Meter hinter dem westlichen Ortsausgang von Friedenfelde zweigt die K 7349 nach Luisenhof und Groß Kölpin ab. Der Ortskern von Friedenfelde liegt auf 60 m ü. NHN. Der Ort lhatte 2009 14 Einwohner.

## Geschichte
Der Ort wurde 1742/43 durch den Königlich Preußischen Major Graf Ernst Philipp von Münchow als Rittervorwerk gegründet. Die Benennung des Orts soll aus dem Friedenswunsch des Grafen von Münchow erfolgt sein, der zuvor den Ersten Schlesischen Krieg (1740–1742) mit gemacht hatte. Mittelpunkt des Gutsdorfes wurde das wohl 1743 errichtete Gutshaus Friedenfelde. Nach der Arnimschen Chronik soll das Areal alter Arnimscher Besitz gewesen sein, der während oder nach dem Dreißigjährigen Krieg in den Besitz der von Münchow gekommen sein soll. Dies scheint auch nicht unwahrscheinlich, da Friedenfelde völlig von alten, zum Rittergut Gerswalde gehörenden Arnimschen Besitz umgeben ist. Ernst Philipp von Münchow war 1740 zum Flügeladjutanten von Friedrich II. ernannt und am 6. November 1741 in den Grafenstand erhoben worden. Er verkaufte Friedenfelde aber schon 1744 an die Frau des Generalmajors Friedrich Wilhelm von Syburg Martha Sophie von Holzendorf. 1763 kaufte Joachim Erdmann von Arnim, der Vater des Dichters Achim von Arnim Friedenfelde für 14.500 Taler von Martha Sophie von Holzendorf und richtete hier seinen Wohnsitz ein.
Joachim Erdmann wurde Diplomat. Er war Kgl. Preußischer Gesandter in Kopenhagen (1771), später in Dresden. In Berlin wurde er Directeur des Spectacles (Intendant der Oper). Außerdem war er Domherr in Brandenburg an der Havel (ab 1770) und Domdechant zu Cammin. Weiter war er Ritter des Johanniterordens und designierter Kommendator auf die Kommende Werben. Am Dänischen Hof war ihm der Danebrog-Orden verliehen worden.
Joachim Erdmann hatte in der Gerswalder Erbteilung von 1752 von seinem Vater das benachbarte Neudorf sowie Kölpin und das Dorf Kaakstedt geerbt. Er fasste nun Neudorf und Friedenfelde zu einem Gut zusammen. Knapp zwei Kilometer südwestlich gründete er 1769 eine Ziegelei, die allerdings erst etwas später den Namen Erdmannswalde erhielt. An der damaligen Landstraße Berlin-Prenzlau, die an Briesen, in deutlichen Abstand an Neudorf vorbei nach Gerswalde verlief, hatte sich der Schmied von Neudorf eine neue Schmiede erbaut. Diese Siedlung hatte ebenfalls deutlich später den Namen Achimswalde erhalten.
Am 30. November 1777 heiratete Joachim Erdmann in Zernikow Amalia Carolina Friederike Johanna Labes, die Tochter des Legationssekretär Johann (Hans) Labes und der Elisabeth geb. Daum. Hans Labes wurde 1763 von Kaiser Franz I. geadelt, danach durfte er sich Johann Freiherr von Labes nennen. 1780 kaufte Joachim Erdmann für 98.000 Taler das Ländchen Bärwalde, eine preußische Enklave in Kursachsen, von der Tochter des verstorbenen Obristwachtmeister Gottfried Emanuel von Einsiedel, Sophia Dorothea gesch. von Grotthaus. Das Geld für den Kauf lieh er sich allerdings von seiner Schwiegermutter Caroline Elisabeth von Labes. Johann Erdmann und Amalia Carolina Friederike Johanna Labes hatten zwei Söhne, Carl Otto Ludwig (genannt Pit) (1779–1861) und Carl Joachim Friedrich Ludwig (Achim) (1781–1831). Amalia Carolina Friederike Johanna starb wenige Wochen nach der Geburt ihres zweiten Sohnes in Berlin.  Carl Otto Ludwig und sein Bruder Achim wuchsen überwiegend bei der Großmutter in Berlin auf. Am 17. Januar 1804 starb Joachim Erdmann von Arnim in Berlin und wurde in Kaakstedt begraben.
Achim von Arnim war nun zusammen mit seinem Bruder von 1804 bis 1818 Besitzer des Guts Friedenfelde. Das Gutshaus verfiel zusehends. 1818 verkauften die Gebrüder von Arnim Friedenfelde an einen Oberamtmann Stendell. Neudorf mit Erdmannswalde, Achimswalde und Stiern wurde abgetrennt und bildete später einen eigenen Gutsbezirk.
1818 wurden entlang der Dorfstraße Linden gepflanzt, die zum Teil noch vorhanden sind. Die Anpflanzung wurde im Regierungsamtsblatt öffentlich belobigt. 1829 wurde das Gut Friedenfelde von einem Oberförster Adolph Leberecht Walter erworben. 1835 wurde er zum Schiedsmann für den 7. ländlichen Bezirk des Kreises Templin gewählt. Er war Mitglied in der Freimaurerloge Zu den drei goldenen Schlüsseln zu Berlin.
1857 soll Friedenfelde im Besitz eines Engel gewesen sein. 1860 kaufte Hermann Richard von Arnim (1833–1898) Friedenfelde. Er war mit Wilhelmine Auguste Jacobine Therese Helene von Arnim aus dem Hause Golm verheiratet.
1860 hatte der Gutsbezirk Friedenfelde 59 Einwohner. Im Ort standen ein öffentliches Gebäude, acht Wohnhäuser und 14 Wirtschaftsgebäude. Das Gut umfasste 425 Morgen Acker, 75 Morgen Wiese, 4 Morgen Gehöft, 6 Morgen Gartenland und 5 Morgen Wald. Auf dem Hof standen 9 Pferde, 12 Stück Rindvieh und 360 Schafe. Friedenfelde war ein kreistagsfähiges Rittergut. Adolf Frantz nennt 1863 etwas abweichende Zahlen: 475 Morgen Gesamtgröße, davon 225 Morgen Acker und 70 Morgen Wiesen. Interessanterweise gibt er als Besitzerin eine Frau von Arnim an. Schon 1865 (oder 1867) verkaufte Hermann von Arnim Friedenfelde wieder.
1879 war Friedenfelde im Besitz eines Philipp Thomas. die Gesamtgröße nun in Hektaren angegeben, betrug 125,06 ha, davon 107,55 ha Acker, 16,16 ha Wiesen und 1,35 ha Wald. Der Grundsteuerreinertrag ist mit 1241 Mark beziffert.
Im Handbuch des Grundbesitzes im Deutschen Reiche von 1885 ist die Gesamtgröße nun mit 121 ha genannt, davon 105 ha Acker und 16 ha Wiesen. Der Grundsteuerreinertrag ist mit 1165 Mark angesetzt. Besitzer war immer noch ein Philipp Thomas, nun Premier-Lieutenant genannt. 1895 hatte Friedenfelde 55 Einwohner.
Das Handbuch des Grundbesitzes im Deutschen Reiche von 1896 nennt nur leicht abweichende Zahlen: 121,40 ha Gesamtgröße, 102 ha Acker, 18 ha Wiesen und 1 ha Ödland. Als Grundsteuerreinertrag ist nun 1164 Mark genannt. Besitzer war weiterhin Philipp Thomas, der inzwischen als Hauptmann aus der Armee ausgeschieden war. Im Handbuch des Grundbesitzes im Deutschen Reiche von 1903 sind die Zahlen identisch. Als Besitzer ist nun Annois von Arnim angeführt. Ein Pächter ist nicht angegeben.
Wilm Siegmund Berthold Annois von Arnim (1865–1942) war ein Enkel des Dichters Achim von Arnim. Er wohnte mit seiner ersten Frau und Kindern in Wiepersdorf. 1925 zog er mit seiner zweiten Frau und den gemeinsamen Kindern nach Burow (Landkreis Oberhavel).
Niekammer’s Güter-Adressbuch der Provinz Brandenburg von 1907 führt Friedenfelde mit einer Gesamtgröße von 122 ha auf, davon 106 ha Acker, 12 ha Wiesen, 1,4 ha Holzung und 1,25 ha Ödland. Der Grundsteuerreinertrag ist mit 1165 Mark beziffert. Besitzer des Gutes ist weiterhin Annois von Arnim, der das Gut aber an Hinrich Schemel verpachtet hatte. Der Tierbestand betrug 11 Pferde, 42 Stück Rindvieh, davon 20 Kühe und 45 Schweine.
In Niekammer’s Güter-Adressbuch der Provinz Brandenburg von 1914 sind Hektarzahlen wie 1907. Lediglich der Tierbestand hatte sich etwas geändert: 14 Pferde, 50 Stück Rindvieh, davon 32 Kühe und 65 Schweine. Pächter war immer noch Hinrich Schemel.
In Niekammer’s Güter-Adressbuch der Provinz Brandenburg von 1923 sind die Hektarzahlen wie 1907 und 1914. Der Tierbestand ist wie 1914, vermutlich aber nur nicht aktualisiert. Alt-Kölpin, Neudorf und Friedenfelde wurden nun von einem Administrator Jacobs geführt. Nach der Arnim’schen Familienchronik hatte Annois von Arnim Neudorf und Friedenfelde seinem Sohn Achim zur Bewirtschaftung übergeben.
Niekammer’s Güter-Adressbuch der Provinz Brandenburg von 1929 nennt immer noch Annois von Arnim als Besitzer, ein Pächter oder Administrator ist nicht genannt.
Im Zuge der Bodenreform nach dem Zweiten Weltkrieg wurde das Gut enteignet und die landwirtschaftlichen Flächen an Neubauern vergeben. Später wurden die Flächen durch das VEG Temmen bewirtschaftet. Im Ort befand sich eine Schule, deren Gebäude heute Wohnzwecken dient.
| Jahr      | 1774 | 1790 | 1801 | 1817 | 1840 | 1858 | 1871 | 1895 | 1925 | 1939 | 1946 | 1964 | 1971 | 1981 | 1991 | 2000 |
| Einwohner | 74   | 79   | 84   | 94   | 82   | 59   | 46   | 55   | 47   | 157  | 246  | 184  | 166  | 224  | 107  | 99   |

## Kommunale Geschichte
Als Friedenfelde aufgebaut wurde, gehörte es noch zum Uckermärkischen Kreis der Mark Brandenburg. Mit der Kreisreform von 1816/17 wurden aus der Uckermark drei neue Kreise gebildet. Friedenfelde kam zum Kreis Templin der Provinz Brandenburg. Mit der Kreisreform von 1952 in der damaligen DDR bekam der Kreis Templin einen völlig neuen Zuschnitt und wurde dem Bezirk Neubrandenburg zugeordnet. Mit der Kreisreform von 1993 im Land Brandenburg wurden die drei Kreise Angermünde, Prenzlau und Templin zum Landkreis Uckermark vereinigt.
Friedenfelde war von der Gründung an ein eigenes Rittergut, dem 1763 Neudorf angeschlossen wurde. Hinzu kamen 1769 Achimswalde (erst viel später so genannt), Erdmannswalde und das Vorwerk Stiern. Nach dem Verkauf von Friedenfelde 1818 an Amtmann Stendell wurden aber Neudorf, Achimswalde, Erdmannswalde, und Stiern erneut abgetrennt und bildeten nun wieder ein separates Rittergut. Friedenfelde bildete ab 1850 einen eigenen Gutsbezirk, der 1874 dem Amtsbezirk 5 Groß Fredenwalde des Kreises Templin zugeordnet wurde. 1928 wurden die Gutsbezirke Friedenfelde und Neudorf zur Gemeinde Friedenfelde vereinigt. 1931 und 1967 hatte die Gemeinde die Wohnplätze Achimswalde, Erdmannswalde, Alt Kölpin und Stiern. Neudorf war 1931 und 1950 ebenfalls ein Wohnplatz, 1957 und 1971 jedoch Ortsteil.
1992 schloss sich Friedenfelde mit 13 anderen Gemeinden zum Amt Gerswalde zusammen. Bis zum 31. Dezember 2001 in Kraft war Friedenfelde eine selbständige Gemeinde, wurde dann jedoch nach Gerswalde eingemeindet. Friedenfelde ist heute ein Gemeindeteil von Gerswalde.

## Gutshaus Friedenfelde
Das Gutshaus in Friedenfelde wurde 1742/43 von Ernst Philipp von Münchow erbaut. Nach 1763 ließ Joachim Erdmann von Arnim das Gutshaus im Rokokostil mit Türmen und Verzierungen umbauen. Außerdem ließ er einen weiten Park anlegen. Um 1820 wurde es vereinfachend umgebaut. Nach 1945 wurden im Gutshaus 13 Flüchtlingsfamilien untergebracht. Später waren darin Wohnungen abgeteilt. 1978 wurde es unter Denkmalschutz gestellt. Es ist heute unter der Nr.09130433 der Denkmalliste des Landes Brandenburg für den Kreis Uckermark registriert. 1990 kam es in die Verwaltung der Treuhand. 1996 kaufte eine der bisherigen Mieterfamilien, die Nowatzkis, das Gutshaus und begann mit der Restaurierung, es blieb beim Austausch der Fenster und dem Innenausbau im Cafébereich. 2019 gab es einen Besitzerwechsel. Von Mai 2001 bis August 2019 wurde im Gutshaus ein Café betrieben.

## Kirchliche Geschichte
Das Dorf verfügt über keine Kirche, sondern war nach Gerswalde eingepfarrt. Heute werden in der auf dem Friedhof befindlichen Kapelle Gottesdienste abgehalten.

## Mit Friedenfelde verbundene Persönlichkeiten
- Carl Nagel (1889–1966), geboren in Friedenfelde, Theologe und Heimathistoriker.
- Achim von Arnim (1781–1831), Dichter und Gutsbesitzer, lebte zeitweise auf dem Gutshof.